# Пясек-Малий
Пясек-Малий (пол. Piasek Mały) — село в Польщі, у гміні Солець-Здруй Буського повіту Свентокшиського воєводства.
Населення — 259 осіб (2011).
У 1975—1998 роках село належало до Келецького воєводства.

## Демографія
Демографічна структура на день 31 березня 2011 року:
|          | Загалом | Допрацездатний вік | Працездатний вік | Постпрацездатний вік |
| -------- | ------- | ------------------ | ---------------- | -------------------- |
| Чоловіки | 121     | 32                 | 77               | 12                   |
| Жінки    | 138     | 38                 | 69               | 31                   |
| Разом    | 259     | 70                 | 146              | 43                   |